# يوهان فيرا
يوهان ألكسندر فيرا تابيا (بالإنجليزية: Johann Alexander Vera Tapia)‏، المولود في 4 ديسمبر 1995 في غواياكيل، المعروف باسم يوهان فيرا (بالإنجليزية: Johann Vera)‏، هو مغن وكاتب أغاني وممثل إكوادوري.
بدأ حياته المهنية في سن العاشرة من خلال المشاركة في برنامج تلفزيون آر سي إن العامل العاشر جنبًا إلى جنب مع مشاهير كولومبيين بارزين مثل كاميلو وغريسي. ارتفعت مسيرته المهنية الدولية عندما شارك في لا باندا ، برنامج تلفزيوني واقعي أنشأه ريكي مارتن وسايمون كويل. في كلتا الحالتين ، انتهى به الأمر في مجموعة المتأهلين للتصفيات النهائية مما ساعده على تنمية قاعدته الجماهيرية واستغلال موهبته في كتابة الأغاني والغناء والتمثيل بشكل أفضل.
من خلال عمله كفنان مستقل، أصدر العديد من الأغاني الفردية مثل دوندي ناسي و رحلة الى باريس و بنت جميلة، وظهر في البرامج التلفزيونية مثل قناة ديزني تشامبيتا، إيقاع الأرض، نيكلوديون  نادي 57، مزج كالي، من بين آخرين.
في عام 2020، مثل يوهان الإكوادور في مهرجان فينيا ديل مار الدولي للأغنية، وحاز على جائزة النورس الفضي (النورس الفضي) ؛ الثانية على الإطلاق من قبل فنان إكوادوري.

## روابط خارجية
- يوهان فيرا في قاعدة بيانات الأفلام على الإنترنت
- يوهان فيرا على إنستغرام
- يوهان فيرا على تويتر
- يوهان فيرا على يوتيوب
- يوهان فيرا على سبوتيفاي